# Hachagodanahalli, Alur
Hachagodanahalli là một làng thuộc tehsil Alur, huyện Hassan, bang Karnataka, Ấn Độ.